# Stenolophus rugicollis
Stenolophus rugicollis är en skalbaggsart som beskrevs av Leconte 1859. Stenolophus rugicollis ingår i släktet Stenolophus och familjen jordlöpare. Inga underarter finns listade i Catalogue of Life.